# گمینا ویژخوسواویتسه
گمینا ویژخوسواویتسه (به لهستانی:  Gmina Wierzchosławice) یک گمینا در لهستان است که در شهرستان تارنوف واقع شده‌است. گمینا ویژخوسواویتسه ۷۴٫۸۴ کیلومتر مربع مساحت و ۱۰٬۶۲۸ نفر جمعیت دارد.